# جو بورنيل
جو بورنيل (بالإنجليزية: Joe Burnell)‏ هو لاعب كرة قدم بريطاني في مركز الوسط، ولد في 10 أكتوبر 1980 في برستل في المملكة المتحدة. لعب مع أكسفورد يونايتد ونادي إكزتر سيتي ونادي باث سيتي ونادي بريستول سيتي ونورثامبتون تاون وويكمب وندررز.

## وصلات خارجية
- جو بورنيل على موقع قاعدة بيانات كرة القدم.إي يو (الإنجليزية)
- جو بورنيل على موقع Soccerbase.com (لاعب) (الإنجليزية)